# Marie Sodar de Vaulx
Pour les articles homonymes, voir Sodar (homonymie).
Marie Caroline Hyacinthe de Vaulx, née au château d’Emptinne le 29 février 1836 et morte à Assise, le 11 juin 1901, au couvent des Clarisses, où elle s’était retirée après la mort de son mari, en 1899, est une femme de lettres belge.

## Biographie
Fille du baron Gustave de Vaulx dit de Champion et de Marie Caroline de Saint-Hubert, elle épouse le 17 juillet 1858, à Dinant le portraitiste de l’École belge, François Sodar. 
Chevalier de l’Ordre du Saint-Sépulcre, elle est aussi la belle-sœur d’Edmond Tschoffen, conseiller à la Cour d’Appel de Liège et d'André Sodar.

### Séjour à Rome
De son voyage à Rome en 1870, Madame Sodar de Vaulx rapporte les éléments d’un ouvrage introuvable de nous jours, le Voyage à Rome pendant le Concile (1873). Ce livre est non seulement une peinture de la Rome papale, à la veille de l’occupation italienne, mais aussi un écrit enthousiaste pour toutes les œuvres d’art qu’elle découvre avec émerveillement, dans la capitale, en compagnie de son mari. 
Madame Sodar de Vaulx se plonge aussi dans l’étude de Bossuet et écrit un opuscule intitulé Chemin de la croix, composé de méditations tirées des œuvres du grand orateur chrétien.

### Un voyage fructueux en Palestine
Après de multiples voyages, le couple se fixe définitivement à Assise où Madame Sodar de Vaulx, de retour de Jérusalem, écrit, en 1889, les Splendeurs de la Terre Sainte, ses sanctuaires et leurs gardiens, à propos desquelles Armand de Pontmartin écrit : « Ce livre doit être, selon moi, le manuel par excellence de quiconque visitera la Terre-Sainte et de quiconque, forcé de renoncer à cet admirable pèlerinage, voudra s’en donner l’illusion ». La même année, paraissent les Gloires de Terre sainte, histoire de ses héros, de ses martyrs, de ses pèlerins. C’est encore un ouvrage à la gloire de l’Ordre des Franciscains. Dans l'avant-propos, l'auteur s'exprime en ces termes : « Si l'histoire des Frères Mineurs n'était pas si colossale et si absolument inabordable pour nos forces, nous l'eussions entreprise. Réduite à l'impuissance, nous nous bornerons à appeler l'attention sur une des branches de cette histoire, sur la mission de Terre-Sainte choisie par saint François ».  

### Décoration
Après la parution de ces deux ouvrages, elle reçoit, en décembre 1890, du patriarche de Jérusalem le diplôme de Chevalier de l’Ordre du Saint-Sépulcre. 

### Autres publications
On lui doit aussi des études, des souvenirs de voyages, des essais littéraires qu'elle publie dans de nombreux journaux et revues, notamment dans l’Union de Dinant mais que la maladie l'empêchera de réunir en un volume, ainsi qu'elle en avait manifesté l'intention à son neveu, Franz Raiwez qu'elle avait d’ailleurs associé à ses travaux littéraires. Elle fera lire ses ouvrages par le journaliste Alexandre Delmer, l’ami intime du pamphlétaire, Eugène Moressée, père de sa belle-sœur Marie.

### Entrée au couvent
Cruellement éprouvée par la mort de son mari survenue le 8 décembre 1899, elle décide d'entrer au couvent de Sainte-Claire, à Assise. Désormais, elle ne s'appelle plus que sœur Marie-Hélène de la Croix. « Nous vivons dans la clôture la plus absolue, écrit-elle à Franz Raiwez, un mois avant sa mort, et n'avons aucun rapport avec le dehors; malgré cela, et malgré l'apparence de vie austère, on est très bien au dedans… ». En 1900, elle donne son portrait en pied, peint par son mari à l'époque de son mariage (1858), à Mme Marzia della Nave, place della Statione, 61, à Sainte-Marie des Anges, par Pérouse.

### Derniers moments
Elle avait commencé à écrire une Vie de Sainte Agnès que la mort vient brutalement interrompre, le 11 juin 1901. Voici une lettre, traduite en français, adressée par l’abbesse des Clarisses d’Assise à Madame Agnès Raiwez-Sodar : 
« J. M. J. — F. C. — Maison-Mère, Assise, le 26 septembre 1901. Très aimable Dame, Je me sens dans l'obligation, après avoir reçu votre gentille lettre, de remplir une douloureuse mission. Madame Sodar de Vaulx, qui, depuis une année, se trouvait parmi nous en qualité de sœur très chère, a été prise, le 11 juin dernier, par une terrible maladie et ce jour-là même, après avoir reçu les secours religieux s'envola recevoir l'éternelle récompense due à ses rares vertus. Mon aimable Dame, je ne sais pas quel lien vous attachait à la chère morte; mais quel qu'il soit, il faut se résigner à la divine volonté, qui a voulu enlever ce fruit de cette misérable terre pour le transplanter dans le jardin céleste. Madame Sodar de Vaulx était heureuse et  contente au milieu des pauvres Filles de Sainte-Claire, et nous aussi nous tâchions d'alléger ses souffrances habituelles avec notre sincère affection. Dans les derniers mois, elle ne pouvait plus rien faire d'elle-même et sa main droite ne pouvait plus guère s'employer à écrire. Mais elle était tranquille et, continuellement, elle nous témoignait sa gratitude avec les paroles les plus expansives et les plus cordiales. Je me recommande de cœur à vos saintes prières, avec toutes mes chères sœurs, me promettant en retour, de prier pour vous. Jésus vous consolera et vous soutiendra… Et sans plus m'étendre, je me déclare votre dévouée servante.  M. Serafina Pucci, abbesse ».
Madame Sodar de Vaulx repose à Assise, près de son mari. 

## Œuvres
- Voyage à Rome pendant le Concile, Bruxelles, H. Goemaere, 1873, II-233 p.,
- Chemin de la Croix. Méditations tirées des œuvres de Bossuet, Bruxelles, Lebrocquy, 1873, 60 p.
- Les Splendeurs de la Terre Sainte: ses sanctuaires et leurs gardiens, Paris, Bloud et Barral, 1889, XX-547 p.
- Les Gloires de la Terre Sainte, Paris, Bloud et Barral, 1889, XX, 547 p. + 1 carte; (Louvain-la-Neuve en a 2 exemplaires).
- Gli splendori di Terra Santa, cioè santuari e i loro custodi, Traduzione dal francese del P. Emilio Crivelli. Milano, Giuseppe Palma Edit. (Tip. Pirola e cella), 1891.
- Les Gloires de Terre Sainte : histoire de ses héros, de ses martyrs, de ses pèlerins, deux tomes, Paris, 1899, in-12°.
- Le glorie di Terra Santa: Storia dè suoi eroi, dè suoi martiri e dè suoi pellegrini, Traduzione dal francese del P. Emilio Crivelli. S. Maria degli angeli (Assisi), Tip. della Porziuncola, 1900-901,  in-16°.  2 vol.